# Home Alone Tonight
«Home Alone Tonight» — песня американского кантри-певца Люка Брайана, вышедшая в качестве 3-го сингла с его пятого студийного альбома Kill the Lights (2015) вместе с Карен Файрчилд, вокалисткой кантри-группы Little Big Town. Авторами песни выступили Jody Stevens, Cole Taylor, Jaida Dreyer, Tommy Cecil.

## История
Песня получила положительные отзывы музыкальной критики и интернет-изданий, например, Taste of Country.
Сингл дебютировал на позиции № 33 в Billboard Hot Country Songs 29 августа 2015 года, одновременно с выходом альбома, с тиражом 13,000 копий в первую неделю. Также сингл дебютировал в Country Airplay на позиции № 55 в неделю с 14 ноября 2015. После того как дуэт представил песню на церемонии 2015 American Music Awards, сингл вошёл в чарте Billboard Hot 100 на № 97 в неделю с 12 декабря 2015, с тиражом 16,000 копий. Это 14-й чарттоппер певца (12-й подряд) в кантри-чартах в неделю с 13 февраля 2016 года. Тираж сингла достиг 441,000 копий в США к апрелю 2016 года.

## Чарты и сертификации

### Еженедельные чарты
| Чарт (2015)                         | Высшая позиция |
| ----------------------------------- | -------------- |
| Канада (Billboard Canadian Hot 100) | 55             |
| Канада (Billboard Country)          | 1              |
| США (Billboard Hot 100)             | 38             |
| США (Billboard Country Airplay)     | 1              |
| США (Billboard Hot Country Songs)   | 3              |